# El hijo desobediente (libro)
El hijo desobediente es un libro escrito por Felipe Calderón Hinojosa, presidente de México. En este libro básicamente habla acerca de sus memorias y de sus propuestas de campaña y fue publicado en México por Aguilar en 2006.

## Argumento
Dijo que su actuación en un mitin organizado por el gobernador de Jalisco, Francisco Javier Ramírez Acuña, había sido una actuación "muy imprudente", y de como se enteró de esta declaración por medio de un colaborador. Le expuso a Fox que ya no podía negociar con las otras fuerzas políticas, porque debido a ese regaño ya carecía de fuerza moral para hacerlo.
Habla de su toma de protesta como candidato presidencial, llevada a cabo en el Palacio de los Deportes, en la Ciudad de México. Empieza con una descripción del lugar, luego recuerda el triunfo de Diego Fernández de Cevallos como candidato presidencial en 1994. Posteriormente, ya hablando de su toma de protesta, describe el escenario, el discurso del presidente del PAN, Manuel Espino, y su discurso después de haber tomado protesta como candidato presidencial.
Cuenta que su padre, Luis Calderón Vega, era miembro del PAN desde sus inicios, y cómo el de niño pintaba las bardas y repartía propaganda, eludiendo a los miembros del Partido Revolucionario Institucional. También cuenta que en varias ocasiones, militantes del PAN iban a su casa a convencer a su padre de que aceptara alguna candidatura.
Su madre por un tiempo tuvo que ser la jefa de familia, ya que su padre se fue a trabajar al PAN a la Ciudad de México. También habla un poco de su abuelo materno, quien construyó un generador en una caída de agua, y posteriormente instaló máquinas de generación de electricidad a base de diésel. Habla de sus hermanos, Luisa María, Luis Gabriel, Juan Luis y María del Carmen.
El libro incluye una recopilación de discursos de campaña, propuestas y perfil sociodemográfico de los lugares en los que se desarrollan los actos que se presentan en el libro.
Habla de su esposa, Margarita Zavala. Comenta que la conoció en una conferencia de Manuel Clouthier. Habla también de su suegra, quien fue expulsada de San Luis Potosí por manifestar que no apoyaba al gobernador. Comenta que su esposa es licenciada en Derecho por la Escuela Libre de Derecho, y describe brevemente su trayectoria laboral.
Finaliza imaginando tres escenarios, el de la noche del 2 de julio de 2006, cuando imagina que se le declara vencedor de la elección, su último informe de gobierno en septiembre del 2012, y finalmente en el 2025.
- Datos: Q5825190